# Estética de lo feo

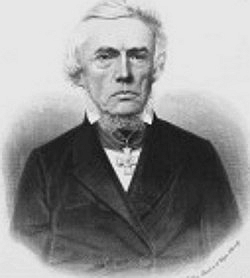
Fotografía de Karl Rosenkranz en 1879.

Estética de lo Feo (título original en alemán: Aesthetik des Hässlichen) es un libro escrito en 1853 por el filósofo alemán Karl Rosenkranz. Este texto es considerado una de las primeras obras de la filosofía dedicadas al concepto de la fealdad, que hasta entonces había sido marginal en la teoría estética, que tradicionalmente se centraba en la belleza. Rosenkranz establece que la fealdad, lejos de ser simplemente lo contrario de la belleza, debe ser comprendida en términos filosóficos y estéticos como un fenómeno necesario para la comprensión de la totalidad de la experiencia estética. 

## Contenido
Rosenkranz desarrolla su teoría basándose en el marco hegeliano de la dialéctica, argumentando que la fealdad juega un papel fundamental en la definición de la belleza, puesto que ambas forman parte de un mismo proceso dialéctico. Para él, la fealdad no es únicamente una ausencia de belleza, sino que posee formas propias y distintivas, como lo grotesco, lo deformado y lo absurdo. Incluso llega a hacer una analogía entre la fealdad estética y la maldad moral, sugiriendo que ambas comparten una dimensión negativa en su relación con el ideal.
El libro se estructura en una introducción, tres secciones principales y una conclusión:
Introducción: En esta parte, Rosenkranz plantea los objetivos de su estudio y contextualiza el análisis de la fealdad dentro de la tradición filosófica.
Parte 1: Falta de forma: Aquí, el autor aborda los casos en los que la fealdad surge por una carencia de estructura o coherencia formal. La falta de forma es la expresión más básica de la fealdad.
Parte 2: Incorrección: Esta sección examina la fealdad que resulta de la desviación de las reglas, proporciones o normas establecidas que rigen la estética clásica.
Parte 3: Deformación o desfiguración: Rosenkranz explora cómo la fealdad puede surgir a través de la alteración o la distorsión deliberada de formas bellas, dando lugar a lo grotesco o lo monstruoso.
Conclusión: El autor cierra con reflexiones sobre la función de la fealdad en la estética y su importancia en la creación artística.

## Recepción y legado
Aunque en su tiempo fue una obra menos conocida en comparación con otros tratados estéticos, la Estética de lo Feo ha ganado relevancia en estudios contemporáneos sobre estética y ha influido en pensadores posteriores. La obra ha sido redescubierta y revalorizada por su innovador análisis de un aspecto de la estética que, hasta ese momento, había sido mayormente ignorado. Filósofos y teóricos como el italiano Umberto Eco la mencionan en obras dedicadas al análisis de la fealdad y lo grotesco, resaltando su importancia en la evolución del pensamiento estético.